# Nassim Akrour
Nassim Akrour (en árabe نسيم أكرور ) (nacido el 10 de julio de 1974 en Courbevoie, Francia) es un futbolista argelino. Juega de delantero y su equipo actual es el Chambéry SF del Championnat National 3 de Francia, donde fichó en el 2016 a los 46 años.
Formó parte de la selección de Argelia en la Copa Africana de Naciones de 2004, cuando su equipo finalizó segundo en su grupo en la primera ronda de la competición antes de ser eliminado por Marruecos en cuartos de final.

## Clubes
| Club                   | País       | Año             |
| ---------------------- | ---------- | --------------- |
| Olympique Noisy-le-Sec | Francia    | 1995-1997       |
| Sutton United          | Inglaterra | 1997-1999       |
| Woking FC              | Inglaterra | 1999-2000       |
| FC Istres              | Francia    | 2000-2002       |
| Troyes AC              | Francia    | 2002-2004       |
| Le Havre AC            | Francia    | 2004            |
| Grenoble Foot 38       | Francia    | 2004-2010       |
| FC Istres              | Francia    | 2010- 2013      |
| Grenoble Foot 38       | Francia    | 2013-2016       |
| Annecy FC              | Francia    | 2016 -2019      |
| Chambéry SF            | Francia    | 2020-Actualidad |